# Tom Nordlie
Tom Nordlie (2 marzo 1962) è un allenatore di calcio norvegese.

## Carriera

### Allenatore
Nordlie è considerato uno dei migliori allenatori norvegesi. Dopo aver guidato numerosi club di divisione inferiore, ebbe la prima grande chance con la promozione dell'Odd Grenland nella Tippeligaen, nel 1998. Nel campionato seguente, ottenne il 7º posto. Nel 2000, fu ingaggiato dal Vålerenga, ma fu licenziato al termine di una stagione estremamente negativa, che portò alla retrocessione del club. Dopo aver lavorato come opinionista calcistico presso TV2, fu assunto al Sandefjord.
Portò la squadra, militante in 1. divisjon, ai play-off per la promozione per due anni consecutivi, perdendo entrambe le volte. Nel 2004, fu scelto per guidare lo Start, che portò alla vittoria in campionato e alla conseguente promozione nella Tippeligaen. Una grandissima stagione del club nella massima divisione portò ad un sorprendente 2º posto finale, un punto alle spalle del Vålerenga. Nordlie, in quella stagione, ricevette il premio Kniksen come miglior allenatore dell'anno.
Nel 2006 però, a causa di un inizio di stagione molto negativo per lo Start, fu esonerato. I media specularono su dei problemi tra Nordlie e i suoi calciatori. Tornò allora a lavorare per TV2, prima di essere nominato nuovo tecnico del Viking il 14 settembre dello stesso anno, per il resto del campionato 2006. Riuscì a portare la squadra alla salvezza.
In seguito al licenziamento di Uwe Rösler, da parte del Lillestrøm, fu chiamato come nuovo allenatore del club. Alla prima stagione in carica, la squadra si classificò al 4º posto finale e vinse la Coppa di Norvegia 2007. L'anno seguente, però, dopo un altro pessimo inizio (con 6 punti in 8 gare), le strade di Nordlie e del Lillestrøm si separarono. Ad agosto dello stesso anno, fu assunto al Kongsvinger, squadra di Adeccoligaen. Circa un anno dopo, fu ingaggiato dal Fredrikstad, che portò però alla retrocessione dopo la sconfitta nello spareggio contro il Sarpsborg 08. Successivamente, rassegnò le sue dimissioni.
Nel 2011, tornò al Kongsvinger. A novembre dello stesso anno, lasciò il club, dopo averlo portato alla salvezza. Due settimane dopo, tornò sui suoi passi. Il Kongsvinger rimase imbattuto per le prime 12 partite della sua gestione, per poi essere sconfitto dallo HamKam in data 28 aprile 2012.
Il 23 luglio 2014, diventò ufficialmente il nuovo allenatore del Sandnes Ulf. Il 17 novembre successivo, lasciò il club.
Il 3 maggio 2016 è diventato allenatore dello Skeid, in 2. divisjon. È rimasto in carica anche per la stagione seguente.